# Melina von Gagern
Melina von Gagern (* 1978 in Arlesheim, Schweiz) ist eine deutsche Schauspielerin, Sprecherin, Regisseurin und Hörfunk-Autorin.

## Leben
Von Gagern wuchs in Norwegen und Deutschland auf. Sie studierte Schauspiel in Berlin und war festes Ensemblemitglied am Theater Chemnitz, dem Thalia Theater (Halle) und dem Schleswig-Holsteinischen Landestheater. Darüber hinaus erhielt sie  Gastengagements u. a. am Theater Rampe in Stuttgart und dem Theater Vorpommern.  Neben ihrer Tätigkeit als Schauspielerin entwickelt, realisiert und inszeniert sie Theaterprojekte und arbeitet seit 2013 als freischaffende Radio-Feature-Autorin und Regisseurin. Ihr Feature „Blaublutbild“ erhielt eine Nominierung für den Prix Europa 2019 in der Kategorie Radio documentary. Melina von Gagern ist Mutter von drei Kindern. Sie lebt in Berlin.

## Theater (Auswahl)
- 2006 Ein Sommernachtstraum von William Shakespeare als Helena am Theater Chemnitz (Regie: Katja Paryla)
- 2007 Othello von William Shakespeare als Desdemona am Theater Chemnitz (Regie: Sascha Hawemann)
- 2007 Der kleine Muck nach Wilhelm Hauff als Frau Ahavzi am Theater Chemnitz (Regie: Tatjana Reese)
- 2008 Die Möwe von Anton Tschechow als Polina am Theater Chemnitz (Regie: Katja Paryla)
- 2008 Nathan der Weise von Gotthold Ephraim Lessing als Sittah am Theater Chemnitz (Regie: Roland May)
- 2008 Stella von Johann Wolfgang von Goethe als Stella am Thalia Theater Halle (Regie: Annegret Hahn)
- 2009 Franziska Linkerhand von Brigitte Reimann als Franziska Linkerhand am Thalia Theater Halle (Regie: Katka Schroth)[8]
- 2016 Spam[9] von Rafael Spregelburd als Cassandra u. a. am Theater Rampe (Regie: Marie Bues)
- 2016 Supergute Tage von Simon Stephens nach dem Roman von Mark Haddon als Mutter am Schleswig-Holsteinischen-Landestheater (Regie: Franziska Schütz)
- 2020 Humankapital. Eine Stückentwicklung zum Bedingungslosen Grundeinkommen (Uraufführung), Konzept und Inszenierung: Melina von Gagern
- 2023 Die nicht geregnet werden von Maria Ursprung (Deutsche Erstaufführung) Theater Vorpommern (Regie)
- 2024 Bau auf! Bau ab! Theaterspektakel im Humboldt Forum im Berliner Schloss (Textdramaturgie)[10]

## Hörspiel/Feature (als Autorin / Regisseurin)
- 2014 Stellt den Sarg hochkant und tanzt Feature Deutschlandfunk[11]
- 2015 Einmaleins Wurfsendung Deutschlandfunk Kultur[12]
- 2016 Goldbergs Variationen Kurzstrecke Deutschlandfunk Kultur[13]
- 2018 Blaublutbild. Ein adliger Selbstversuch Feature SWR[14]
- 2021 Das Patent – Serie über das Erfinden in acht Folgen Feature SWR, Regie und Buch (mit Johanna Rubinroth)[15]
- 2023 Nonn Coulture – Ein Essay-Roadtrip durch das Nonnenland SWR (Text und Regie)[16]
- 2024 FLESCHback – 100 Jahre Hörspiel Deutschlandfunk Kultur, Buch und Regie (mit Stella Luncke und Barbara Meerkötter)[17]